# Hakan Ünsal
Hakan Ünsal (Sinope, 14 de maio de 1973) é um ex-futebolista profissional turco, defensor, disputou a Copa do Mundo de 2002.

## Carreira
Unsal integrou a Seleção Turca de Futebol na Eurocopa de 2000.
Ünsal ficou mais conhecido pelo lance que ocasionou sua expulsão na estreia da Turquia naquela Copa: no final da partida contra o Brasil, com o adversário tendo virado a partida minutos antes através de um pênalti inexistente, o zagueiro irritou-se com a demora de Rivaldo em cobrar um escanteio e chutou a bola em direção ao brasileiro. 
A bola bateu no joelho de Rivaldo, que caiu simulando uma bolada no rosto, influenciando decisivamente na expulsão de Ünsal. Detalhe que Hakan recebeu a 100ª expulsão da história da Copa do Mundo.

## Títulos
Seleção Turca
- Copa do Mundo de Futebol de 2002: 3º Lugar